# Air Force 1 (zapato)

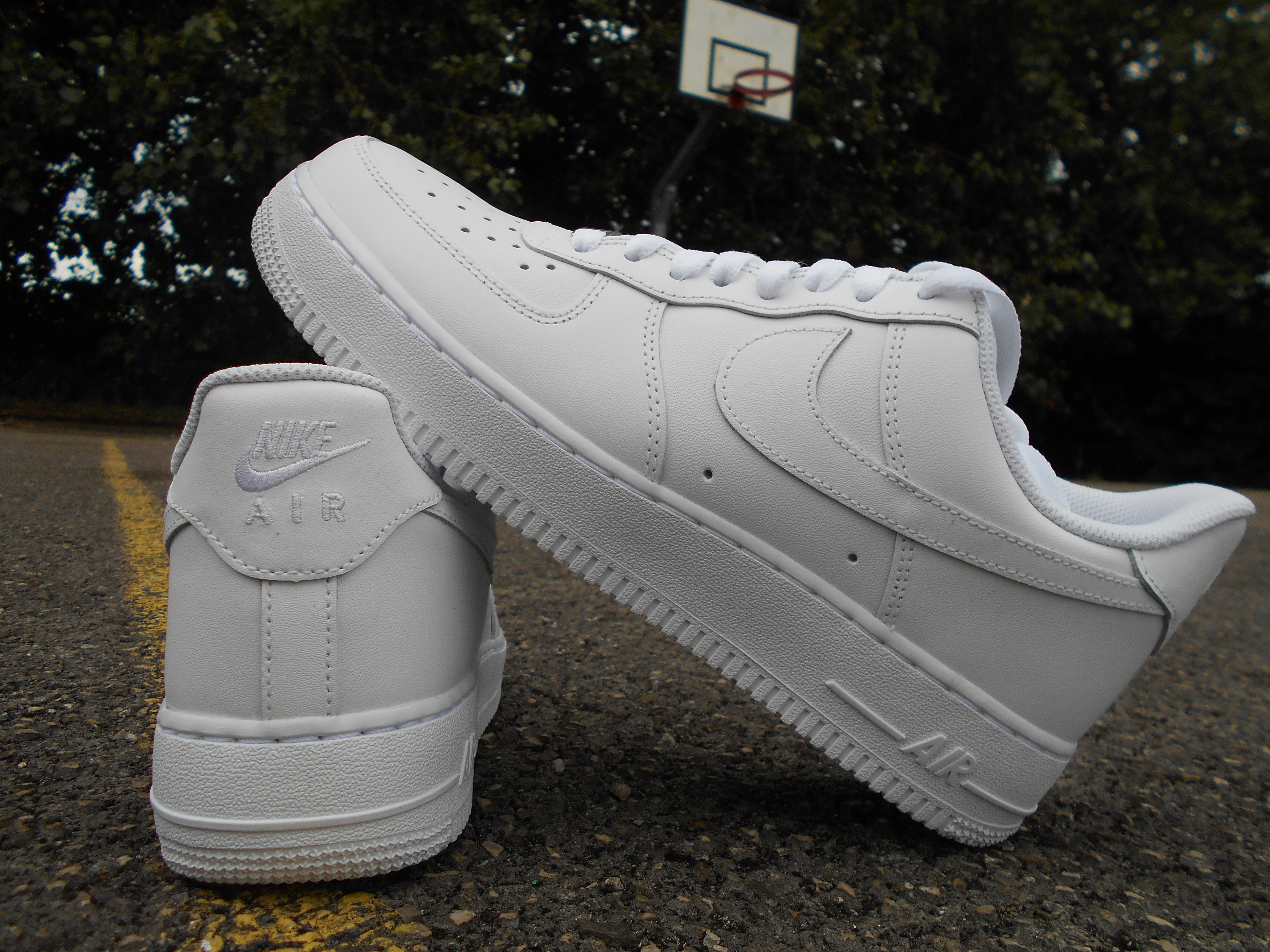
Nike Air Force 1 - Low-Top.

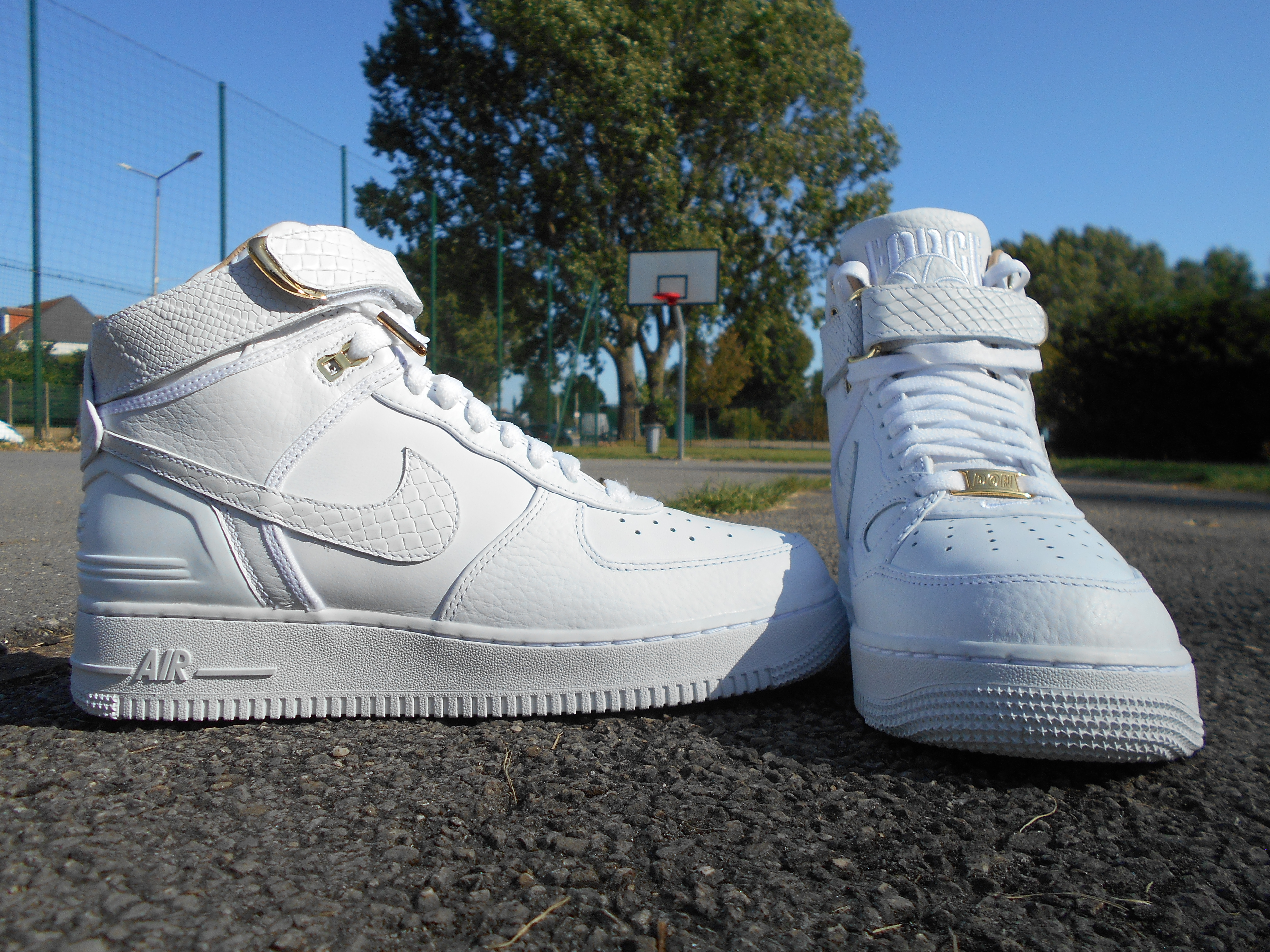
Nike Air Force 1 - High-Top.

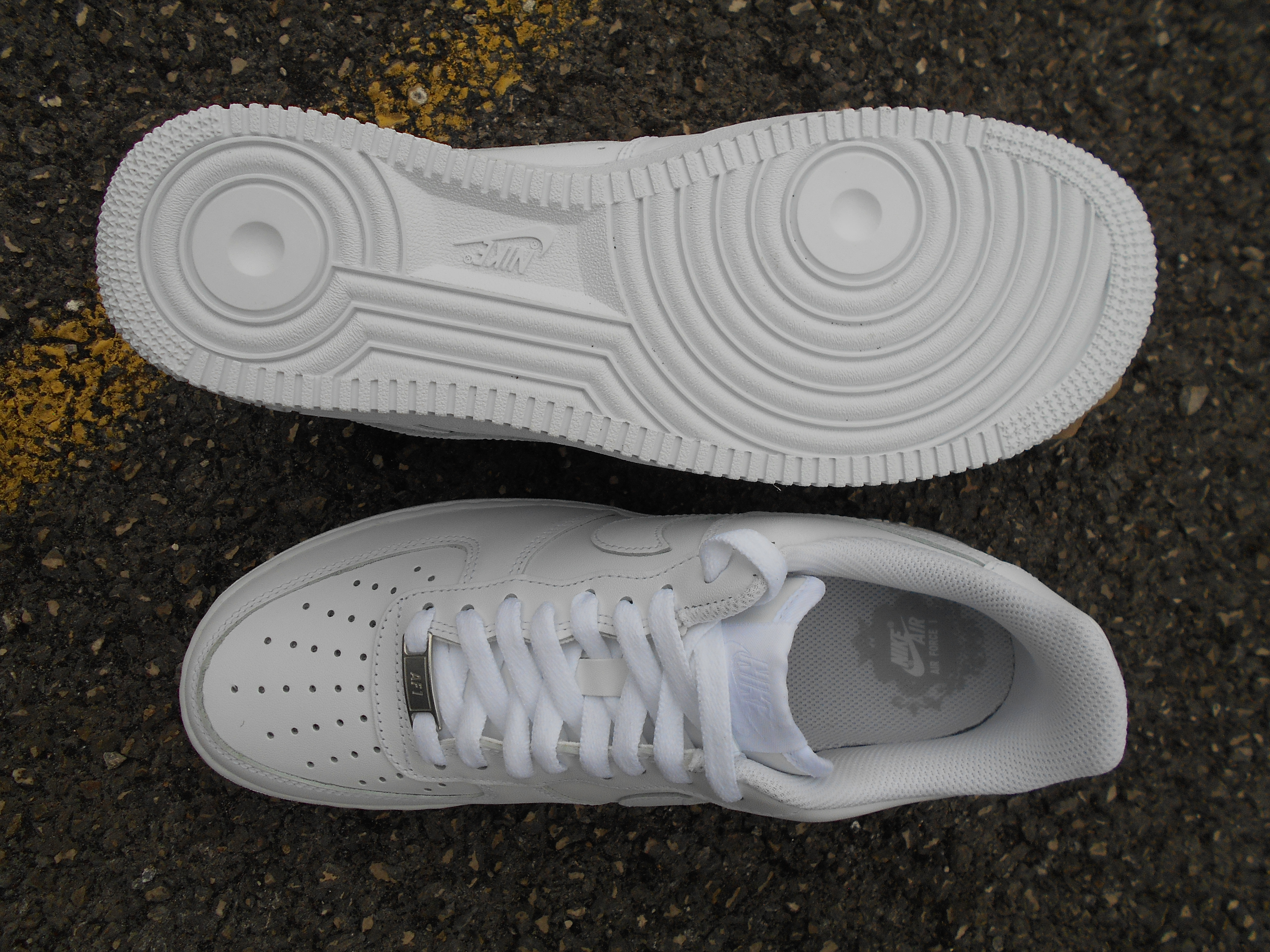
Nike Air Force 1 - upper side and under side.

El zapato deportivo Air Force 1, lanzado al mercado en 1982, es un producto de Nike Inc. Fue creado por el diseñador Bruce Kilgore, fue el primer calzado deportivo de Baloncesto lanzado por Nike que usa la tecnología Nike Air.
Los Nike Air force 1 (abreviados AF1) han tenido el mismo estilo parecido durante 25 años con cambios mínimos. El nombre es una referencia al avión Air Force One, el cual es el que se encarga de transportar al presidente de los Estados Unidos de América. 
Este calzado se encuentra en tres estilos diferentes:
El estilo low-top, el mid-top, y el high-top (siendo este último el estilo original). Su clasificación se basa en la altura de calzado de la parte trasera y la lengüeta, además este zapato viene en diferentes formas, colores, patrones e inclusive hasta texturas. Los dos estilos más comunes del AF1 son los de color totalmente blanco, usado principalmente en la industria de la música, y los de color totalmente negro.
Además este calzado es uno de los tenis con más variedad en el mercado de éstos contando con más de 2000 caras diferentes e inigualables.

## Lanzamientos importantes

### Edición low racing
El 17 de febrero del 2019 se lanzó oficialmente la versión Air force 1 low racing, la cual consta de colores llamativos con el azul, rojo y amarillo junto con el negro y blanco, así como una apariencia más deportiva también tiene detalles fabricados en material reflectivo.